# 애모티제이션 (회계)
회계에서 애모티제이션(amortization)은 무형 자산의 소비, 만기, 노후화 또는 다음과 같은 결과로 인한 기타 가치 하락을 반영하기 위해 예상되는 "경제적 내용연수" 동안 체계적인 방식으로 무형 자산의 잔존 가치를 뺀 취득 비용을 비용으로 처리하는 것을 말한다. 사용 또는 시간 경과. 애모티제이션이라는 용어는 프로세스의 완료를 의미할 수도 있다.
감가 상각은 유형 자산에 해당하는 개념이다. 애모티제이션을 각 회계 기간에 할당하는 방법론은 일반적으로 감가 상각과 동일하다. 그러나 영업권이나 특정 브랜드와 같은 많은 무형 자산은 내용 연수가 비한정인 것으로 간주될 수 있으므로 애모티제이션 대상이 아니다(영업권은 매년 손상 검사를 받지만).
이론적으로 애모티제이션은 내용연수 동안 무형 자산의 가치 감소를 설명하는 데 사용되지만, 실제로는 많은 회사가 현금 흐름표에 자본 비용으로 나열하고 이를 상환함으로써 일회성 비용이 될 비용을 상각한다. 애모티제이션을 통한 비용, 비용의 회계 연도 또는 분기에 회사의 순이익을 개선하는 효과가 있다.
애모티제이션은 대차 대조표의 무형 자산 장부 가치의 감소 및 손익 계산서의 비용으로 실체의 재무 제표에 기록된다.
국제 재무 보고 기준에 따라 무형 자산의 애모티제이션 회계에 대한 지침은 IAS 38에 포함되어 있다. 미국 GAAP(일반적으로 인정되는 회계 원칙)에 따라 주요 지침은 FAS 142에 포함되어 있다.

## 같이 보기
- 분할상환분석